# Valdshults församling
Valdshults församling var en församling i Skara stift inom Svenska kyrkan. Församlingen uppgick 2010 i Norra Hestra församling.
Församlingen låg i Gislaveds kommun i Jönköpings län.
Församlingskyrka var Valdshults kyrka.

## Administrativ historik
Församlingen har medeltida ursprung.
Församlingen var till 2010 annexförsamling i pastoratet Stengårdshult, Norra Unnaryd, Öreryd, Norra Hestra och Valdshult, där från 1962 Norra Hestra var moderförsamling. År 2006 utgick Norra Unnaryds församling ur pastoratet och 2010 uppgick de kvarvarande församlingarna i Norra Hestra församling.
Församlingskod var 066206.